# 风云：雄霸天下 (2002年电视剧)
《風雲：雄霸天下》（英語：Wind & Cloud: Conquer the World），又稱《風雲》、《風雲1》、《風雲之雄霸天下》，2002年台海兩岸合拍電視劇，潑墨仙人公司、金英馬影視製作，台灣電視劇製作人徐進良導演。台灣首播權由中國電視公司取得，是2002年中視主頻八點檔連續劇。製作成本近二億。

## 剧情简介
“天下会”的帮主雄霸，笃信江湖术士“泥菩萨”此人的批命——“金鳞岂是池中物，一遇风云便化龙”。为成天下霸业，雄霸遂收步惊云、聂风二童为徒。而与聂风同入“天下会”的断浪，身为名门之后，却只能充当杂役。心怀不服的断浪被雄霸故意打压，不久即投奔堪与“天下会”匹敌的“无双城”。聂风受命雄霸入“无双城”密探，与侠女明月在较量中互生情愫，聂风欲在明月成亲之夜将其带走，反遭“无双城”众合力围杀。聂风、明月一展“倾城之恋”剑威令“无双城”毁于一旦，明月也葬身于万丈深渊之下。
雄霸更加扩展自己的称霸野心，却见泥菩萨的批命上又言：“成也风云，败也风云。”不禁令他忧心忡忡，对两个弟子步惊云和聂风心生戒备。
雄霸暗中观察外表冷峻的步惊云内心炙热多情，他十分心仪女婢孔慈，但孔慈却暗恋豁达仁厚的聂风，雄霸遂生出离间二人兄弟感情以抑制其渐丰羽翼的毒计：将孔慈嫁给大徒弟秦霜。聂风、步惊云二人果然为了孔慈而反目成仇，孔慈亦为保护聂风而身亡。二人先后离开天下会行走江湖。
漂泊的聂风遇童年好友断浪，受其怂恿决意报其父被雄霸所害之仇。雄霸惧怕风云联手，令重情义的大师兄秦霜除掉步惊云，秦霜不忍，得知此情，步惊云更添对雄霸的仇恨。
剑圣欲寻找传言中死去多年的“武林神话”——无名，因自己曾是其手下败将。无名担心武林中再起杀戮，不再隐形，施展出神入化之“天剑”剑气，令剑圣心悦诚服。
步惊云自觉功力不足，潜回天下会盗取“无双剑”以敌雄霸，不料被雄霸打成重伤，断一臂方得逃脱。幸遇于岳、楚楚父女救之，于岳与步惊云易臂，使步惊云成为“麒麟臂”的真正主人，步惊云感念于岳之恩，答允在他离去后照顾楚楚，但步惊云因心系旧情孔慈，一时无法接受楚楚的情意。
“绝世好剑”即将出世，天下英雄为之关注。无名之徒剑晨言“麒麟臂”和“绝世好剑”联手即能破雄霸。剑晨与步惊云共赴寻剑之途，剑晨不服步惊云武艺，二人决斗，断浪乘隙以"七情六欲丹”令剑晨失控奸污了楚楚，步惊云在楚楚绝望之际毅然表示接受她的情感。为得到“绝世好剑”，聂风、步惊云和雄霸汇聚在"剑池”，步惊云在聂风和剑晨的襄助下得剑，众人合力斩雄霸，正危在旦夕间，雄霸独女幽若挺身挡剑惨死，她愿以身化解仇怨，风云二人惊诧不矣，雄霸内心震颤，神伤而退隐山林，不再过问江湖之事。
“无神绝宫”的主公绝无神早已对中原武林虎视眈眈，趁中原第一大帮天下会的帮主雄霸退隐江湖之机，一举攻下天下会，改名为“无神绝宫”，并利用宫廷奸细曹公公设计将武林至尊囚于天牢，并让其长子绝心假扮冒充武林至尊，伺机夺取整个武林。
步惊云退出江湖后，决心封剑，陪心爱的女人于楚楚共渡平凡安定的生活。但绝无神为防止中原武林众高手阻碍自己的武林霸业，大肆强迫众高手归顺，并下令顺我者昌，逆我者亡。步惊云在与于楚楚成婚的当天，绝无神派次子绝天前来逼迫，在遭聂风、步惊云拒绝后，施以围攻。步惊云在保护楚楚逃走途中，双双被擒关于“第七重地狱”中，聂风也不慎被绝天的“雷火弹”暗器炸昏，被蒙面女子“第二梦”救回“断情居”。
破军早在十八年前与师弟无名为了争夺本门绝学《万剑归宗》剑谱而落败，为了打败无名取到开启《万剑归宗》密室的另一半钥匙，用颜盈向绝无神交换“杀破狼”绝技，但在与无名的交战中再一次落败；绝心趁机用中了自己“舍心印”的无名弟子剑晨换回了另一半钥匙；破军与绝心用钥匙取到《万剑归宗》，破军要用之换回颜盈，遭绝无神拒绝，《万剑归宗》也被绝无神霸占，但绝无神无法参悟《万剑归宗》，将其藏入密室。
聂风伤愈后，意外结识了世外高人第三猪皇，从其口中得知步惊云夫妇被关押在“第七重地狱”，便潜入无神绝宫，冒死救出惊云和楚楚，在途中遇上炼就“不灭金身”的绝无神，在危难之时，第三猪皇出手将其解救，逃回“断情居”暂避其锋芒。
绝无神多年前率众入侵中原，曾被无名击退，为雪当年战败之耻，暗中设下诡计，利用身中“舍心印”的无名弟子剑晨在无名食中下毒，致使无名在和绝无神决战中毒发，剑晨和无名被绝无神抓回无神绝宫。
绝心早有背叛其父绝无神之心，在密室中偷出《万剑归宗》，废掉无名的武功之后，以剑晨的自由为条件，让无名破解《万剑归宗》为其所用，放了剑晨之后，无名发现《万剑归宗》只是普通剑谱，以为是假的后又被重新关回牢中。
步惊云和聂风得知武林至尊要让位绝无神的消息后，决定找无名共商良策，但意外得知无名被擒，聂风又潜回无神绝宫施救无名，被鬼锣煞发现，在躲藏中无意中碰见抛弃他的生身母亲颜盈，并得知绝天是自己的同母兄弟，颜盈规劝聂风投靠绝无神被聂风拒绝。无名在狱中终于悟出了《万剑归宗》的秘密，原来修练《万剑归宗》必须先废掉武功，终于练就了《万剑归宗》。
聂风在救无名过程中，为掩护步惊云和无名不幸被同母兄弟绝天抓回，遭到严刑折磨，其母看在眼里，疼在心上，但无法救儿子出去，绝心为了利用颜盈，击昏绝天，放走聂风。
聂风、步惊云为了阻止绝无神取得武林至尊之位称霸武林，在猪皇的帮助下，找到邪皇修炼邪气极重的“魔刀”以对付绝无神，在成魔紧要关头，第二梦的父亲第二刀皇为挑战邪皇，交战中误将邪皇的徒弟——深爱聂风的独孤梦杀死，独孤梦的血溅入魔池，致使聂风提前出关，在打败阻止他和第二梦相爱的刀皇，即将杀死他时，第二梦及时阻止了聂风，聂风抱着独孤梦的尸体消失在江湖中。
在绝无神登基的当天，无名在众人面前劈开绝心面具，拆穿其假冒武林至尊的事实。绝无神见阴谋被拆穿，怒而大开杀戒，激战中，聂风出现，用雪饮刀猛劈绝无神，绝无神重伤逃走，聂风在追击绝无神的过程中，被绝心设计的迷魂药熏倒被擒。绝心将聂风藏于其密室之中。破军来助颜盈救聂风，绝天意图阻止时被绝心杀死，绝心诈称绝天系聂风发狂后所杀。绝无神因在闭关，竟对爱子被害一无所知。
颜盈为救聂风答应绝心在绝无神的茶中下毒，绝无神在与无名、惊云等决战中中毒被其子绝心受雄霸之命取下首级，此刻无神绝宫爆炸声不断，一片火海；原来雄霸虽名义上退隐江湖，但其称霸武林之心并未减弱，他一直在关注着无名和绝无神之间的一举一动，准备坐收渔人之利，并暗中派大弟子秦霜在无神绝宫安置了炸药。
雄霸知聂风已成魔，威力无穷，便命绝心为聂风服下“九转心丹”以控制其心志，用其蓄意夺取代表武林至尊的“龙脉”，用以称霸武林。在争夺“龙脉”过程中，聂风得到了“龙脉”并在龙脉的影响下被驯服，暂时摆脱了雄霸的控制，又一次漂流江湖。
第二梦与聂风成婚后，为了驱除聂风的魔性，带聂风隐居故里；最终，第二梦牺牲了自己的生命，用“换血”法完全除去了聂风的魔性。聂风、步惊云风云合并，一举消灭了雄霸，维护了武林的安宁。

## 角色列表

### 主要角色
| 演員           | 角色   | 國語配音 | 簡介 |
| 趙文卓         | 聶風   | 宋克軍   | “北飲狂刀”聶人王之子，天下會神风堂堂主。因泥菩薩的批言成為天下會幫主雄霸三弟子，掌管神風堂。孔慈死後離開天下會，後遭斷浪陷害深陷凌雲窟，在生死存亡之際，卻意外得到血菩提，醫治內傷，也在窟中尋到雪飲狂刀，及先祖聶英的骨骸和刻於石壁上的傲寒六訣，後為打敗絕無神向第一邪皇學習魔刀而入魔，最後夢犧牲自己終換回原本的風。武學：風神腿、傲寒六訣。 |
| 尹易凡（幼年） | 聶風   | 傅曼君   | “北飲狂刀”聶人王之子，天下會神风堂堂主。因泥菩薩的批言成為天下會幫主雄霸三弟子，掌管神風堂。孔慈死後離開天下會，後遭斷浪陷害深陷凌雲窟，在生死存亡之際，卻意外得到血菩提，醫治內傷，也在窟中尋到雪飲狂刀，及先祖聶英的骨骸和刻於石壁上的傲寒六訣，後為打敗絕無神向第一邪皇學習魔刀而入魔，最後夢犧牲自己終換回原本的風。武學：風神腿、傲寒六訣。 |
| 何潤東         | 步驚雲 | 曹冀魯   | 霍步天繼子，天下會飞云堂堂主。但在霍步天生辰那天，霍家莊卻遭雄霸血殺，而步驚雲因未流半滴淚，而被雄霸的手下帶回天下會，後因泥菩薩的批言成為雄霸二弟子。喜歡孔慈，在孔慈與霜的婚禮上欲強行帶走孔慈，遭到風阻止，在與風的對決中，孔慈為風受了雲一掌而死，孔慈死後離開天下會，並誓死殺雄霸報仇。後在暫放孔慈的冰洞中發現劍二十二，再次來到天下會，卻因要殺雄霸，反而被斷其臂，後被楚楚父女相救得麒麟臂，且於拜劍山莊的劍祭中得到絕世好劍。武學：排雲掌、劍二十二、云刂（ㄅㄚˋ）劍。                                            |
| 張西貝（幼年） | 步驚雲 |          | 霍步天繼子，天下會飞云堂堂主。但在霍步天生辰那天，霍家莊卻遭雄霸血殺，而步驚雲因未流半滴淚，而被雄霸的手下帶回天下會，後因泥菩薩的批言成為雄霸二弟子。喜歡孔慈，在孔慈與霜的婚禮上欲強行帶走孔慈，遭到風阻止，在與風的對決中，孔慈為風受了雲一掌而死，孔慈死後離開天下會，並誓死殺雄霸報仇。後在暫放孔慈的冰洞中發現劍二十二，再次來到天下會，卻因要殺雄霸，反而被斷其臂，後被楚楚父女相救得麒麟臂，且於拜劍山莊的劍祭中得到絕世好劍。武學：排雲掌、劍二十二、云刂（ㄅㄚˋ）劍。                                            |
| 千葉真一       | 雄霸   | 田平春   | 天下會幫主、步驚雲殺父仇人，泥菩薩批言：「金鱗豈是池中物，一遇風雲便化龍。」，因此將年幼的風、雲，收為弟子。後派霜找尋泥菩薩，二次：「九霄龍吟驚天變，風雲際會淺水遊。」意謂成也風雲，敗也風雲。因此設下技策，企圖離間霜、雲、風，想要逆天改命。最後遭風、雲所傷，及天池十二煞的追殺，但遇無名相出手相救，並經開導後自廢武功，歸隱山林，但卻是別有居心無真正悔改，最後再次為風、雲擊敗並身亡。 |
| 王喜           | 秦霜   | 符爽     | 雄霸大弟子，天下會天霜堂堂主。被泥菩萨预言命中没有子女。曾為孔慈的丈夫但新婚当夜孔慈被杀。風、雲離開天下會後，雖留在天下會，但心中對雄霸所做所為卻無法認同，後為救風、雲，卻被其斷臂，當三兄弟再次相遇，卻因各自的原因各奔東西，与丁宁相爱，最後遭絕心暗算所殺。武學：天霜拳。 |
| 段凱（幼年）   | 秦霜   | 楊小黎   | 雄霸大弟子，天下會天霜堂堂主。被泥菩萨预言命中没有子女。曾為孔慈的丈夫但新婚当夜孔慈被杀。風、雲離開天下會後，雖留在天下會，但心中對雄霸所做所為卻無法認同，後為救風、雲，卻被其斷臂，當三兄弟再次相遇，卻因各自的原因各奔東西，与丁宁相爱，最後遭絕心暗算所殺。武學：天霜拳。 |
| 陶红           | 于楚楚 | 龍顯蕙   | 步驚雲妻子，在步驚雲被雄霸斷臂後，於河邊救了他。後因父親自知有罪，所以將楚楚託付給步驚雲，就此陪伴身邊，但卻在斷浪的詭計下，被食下七情六慾丹的劍晨奪去清白，原想跳崖自盡，卻被風雲所救，並被雲帶回霍家庄。 |
| 蔣勤勤         | 明月   | 杜素真   | 聶風的第一位紅顏知己，她是明家的後代、無雙城的守護者，和姥姥明鏡相依為命。最後遭獨孤一方（此為替身）擊中一掌後，掉入懸崖再無蹤影。後來聶風遇上第二夢，歷盡波折後二人成親。（雖月與夢長得一樣，但風並沒有把夢當做月的替身，風是很愛夢的，從其入魔後一直未忘夢可知。 |
| 蔣勤勤         | 第二夢 | 杜素真   | 是第二刀皇的獨女，自少隨父修練刀法，也承得劍皇傳授劍法。但其父刀勁剛烈無匹，劍皇劍勁卻極陰柔，兩股上乘內勁互相排斥，遂其臉上留下一道紅斑，其認為長相極為醜陋，不敢露出相貌，也因為長相認為不會被聶風所喜歡，而不敢承認他就是聶風心中所想的夢，聶風開導後釋懷，便露出樣貌，最後犧牲自己喚回風的本性。 |
| 王駕麟         | 斷浪   | 王希華   | 天下會末代幫主。年幼時與風一同進入天下會，但兩人卻因泥菩薩批言，一個為雜役，一個為入室弟子。成年後，在堂主之爭，因雄霸偏頗雲，而要斷浪輸給雲。後無雙城主──獨孤一方出現，讓斷浪轉為效忠無雙城，可後卻因風與明月之情，導致無雙城滅，斷浪雖與劍聖一同上天下會討公道，但依舊失敗，劍聖也因此身亡。後與風再相見，雖有商討一同對付雄霸，但事後竟將風困在凌雲窟中，而救了娃娃殺手的他，又再次回到天下會，成為神風堂堂主。喜歡上幽若，沒想到只是被雄霸利用來殺死風雲的棋子，之後雄霸被擊敗，短暫登上天下會幫主，最後遭步驚雲所殺。 |
| 谷金（幼年）   | 斷浪   | 呂佩玉   | 天下會末代幫主。年幼時與風一同進入天下會，但兩人卻因泥菩薩批言，一個為雜役，一個為入室弟子。成年後，在堂主之爭，因雄霸偏頗雲，而要斷浪輸給雲。後無雙城主──獨孤一方出現，讓斷浪轉為效忠無雙城，可後卻因風與明月之情，導致無雙城滅，斷浪雖與劍聖一同上天下會討公道，但依舊失敗，劍聖也因此身亡。後與風再相見，雖有商討一同對付雄霸，但事後竟將風困在凌雲窟中，而救了娃娃殺手的他，又再次回到天下會，成為神風堂堂主。喜歡上幽若，沒想到只是被雄霸利用來殺死風雲的棋子，之後雄霸被擊敗，短暫登上天下會幫主，最後遭步驚雲所殺。 |
| 陈冠霖         | 斷浪   |          | 在续作《风云2》中复活，被风云联手杀死。 |

### 天下會
| 演員     | 角色     | 國語配音      | 簡介 |
| 吳辰君   | 孔慈     | 丘梅君        | 天下會的侍女，後為雄霸養女，從小和霜、雲、風一起長大，喜歡風，但是雲卻喜歡孔慈，可是雄霸卻將孔慈許配給霜，因此在大婚那天，雲欲將孔慈帶走，卻遭風阻擋，兩人激戰後，孔慈替風檔下雲的一招，卻因此而身亡，後雲奪冰魄保其身形，並將其屍身放置在后陵。 |
| 吳辰君   | 丁寧     | 丘梅君        | 孔慈妹妹，為報殺姐之仇，受雄霸慫恿去傷害步驚雲一家，可最終仍冰釋前嫌，倒戈到風、雲那邊。与秦霜相爱。 |
| 王錫輝   | 捕神     | 王希華        | 本名龍騰，雄霸之子，因看不慣父親所為，欲離開天下會，但是卻被雄霸在左臉刺上「雄霸之子」，後帶上面具遮掩，並開始替天行道，但卻在與步驚雲的決鬥當中身亡。                                                                                           |
| 江祖平   | 幽若     | 呂佩玉        | 雄霸之女、天下會的大小姐，被雄霸安置在湖心小築，後為脫離湖心小築，與雄霸定下賭約，若殺了風，就能離開湖心小築，但後來卻愛上風，並因此為他放棄離開湖心小築的機會，之後為了救雄霸遭步驚雲誤殺而死。                                                 |
| 何篤霖   | 文丑丑   | 石班瑜        | 曾為雄霸的左右手，但後因得知泥菩薩的二次批言，遭雄霸懷疑其有二心，而逐出天下會，最後遭雄霸所殺。 |
| 中國娃娃 | 娃娃殺手 | 丘梅君 龍顯蕙 | 天池十二煞之首、天下會副幫主，武學：童心真經。 |
| 賈石頭   | 食為仙   | 田志傑        | 天池十二煞之一。 |
| 王瑜     | 紙探花   | 袁光麟        | 天池十二煞之一。 |
| 毛庭齊   | 戲寶     | 沈光平        | 天池十二煞之一。 |
| 張志偉   | 雪暗天   | 王希華        | 殺害霍步天全家，把幼時的步驚雲帶回天下會，輔佐成年的步驚雲，之後遭步驚雲放過一命以報幼時不殺之恩，出家為僧，因幫助步驚雲遭斷浪殺害。 |

### 無雙城
| 演員   | 角色     | 國語配音 | 簡介 |
| 劉喜   | 劍聖     | 雷威遠   | 為替無雙城返回公道，下戰帖於雄霸，並於決戰前苦思劍二十三，但最後卻因雲一掌擊其肉身，導致離身之魂魄遭傷害，因此身亡。 |
| 楊力   | 獨孤一方 | 沈光平   | 無雙城城主，誤會風殺死其子，而找風報仇，將明月一掌打入懸崖，遭瘋血症發作的風殺死（此為替身），其真身遭無名師傅劍慧以回天冰訣冰封於劍宗密洞中。 |
| 格桑   | 獨孤鳴   | 田志傑   | 獨孤一方之子，生性高傲，之後遭斷浪殺害。 |
| 陳柏渝 | 獨孤夢   | 林佑俽   | 獨孤一方之女、第一邪皇徒弟，一開始誤認風為殺父仇人，而風也誤以為她是與自己通信的夢，而獨孤夢卻在與他相處之後喜歡上風，但之後因為第二夢的說明才知道她誤會了風，且得知第二夢才為與風的通信者後，因為第二夢的不願面對，而暫時扮演夢，可是最後還是將事實說出，且在風與第二夢相認後離去，之後遭第二刀皇誤殺。 |
| 周靜   | 明鏡     | 呂佩玉   | 姥姥、明月的親人，死守明家先祖之訓。 |

### 拜劍山莊
| 演員   | 角色   | 國語配音 | 簡介 |
| 蔡興麟 | 傲天   | 田志傑   | 拜劍山莊少莊主、劍魔之徒，為奪絕世好劍，與步驚雲爭鬥丟掉性命。                                                               |
| 金萍   | 傲夫人 | 丘梅君   | 傲天之母，因為其夫被劍魔所殺，所以一心想殺死劍魔，最後在劍祭被絕世好劍的劍氣所傷，而快身亡之際，放暗箭傷劍魔雙眼，並刺殺他。 |
| 俞建國 | 劍魔   | 符爽     | 傲天之師傅，因為喜歡傲夫人，效力於拜劍山莊，之後遭傲夫人放暗箭傷雙眼並刺殺。                                                 |
|        | 鍾眉   | 袁光麟   | 絕世好劍的鑄劍者，盼望有能之人能夠使用絕世好劍。                                                                             |
| 張巍   | 溫弩   | 符爽     | 絕世好劍的守護者，稱雲為主人，遭斷浪殺害。                                                                                   |

### 無神絕宮
| 演員   | 角色   | 國語配音 | 簡介 |
| 王惠五 | 絕無神 | 孫中台   | 無神絕宮之主，以天下會舊址為進入中原的根據地，最後死在自己兒子絕心手中。                                                                                     |
| 田麗   | 顏盈   | 呂佩玉   | 聶人王之妻，聶風之母，當年從大佛墜落後，遇到破軍，但是破軍為了習得殺破狼，將她給了絕無神，從此顏盈變成無絕神宮的夫人，最後被雄霸所殺。                       |
| 禾家承 | 絕心   | 石班瑜   | 無神絕宮大少爺，但不受絕無神重視，表面上輔佐絕無神和弟弟絕天，但心中卻有很大的野心，投靠雄霸，手刃弟、父，最後被雄霸所傳的三元歸一（心訣動過手腳）反噬身亡。 |
| 李晨   | 絕天   | 陳進益   | 無神絕宮二少爺、風同母異父的弟弟，個性勇往直前，但心思不夠縝密，往往因此而踢到鐵板，最後被絕心所殺害。                                                       |
| 左百學 | 破軍   | 王希華   | 無名之師兄，與無名爭奪萬劍歸宗戰敗，以無色無味之毒害死無名老婆，之後向無神絕宮學習殺破狼。                                                                   |
| 朱通   | 曹公公 | 沈光平   | 無神絕宮在皇宮的臥底，遭火麒麟叼走身亡。 |

### 中華閣
| 演員   | 角色          | 國語配音 | 簡介 |
| 孫興   | 無名          | 李香生   | 中華閣老闆、劍晨之師、潔妤之夫，曾重挫各大門派，成為武林神話，之後妻子遭受殺害，並借死引退江湖，之後得知絕世好劍被步驚雲所得，因此從雲手中奪劍離去，在雲寸步不離的跟隨下，與他立下賭約，若能檔他一招，便能拿回絕世好劍，之後被廢武功因禍得福習得萬劍歸宗之無上劍法，並將萬劍歸宗傳於步驚雲，之後攜劍晨再次退隱。 |
| 孫興   | 雄霸《风云2》 |          | 在续作《风云2》中复活，被风云联手杀死。 |
| 邢岷山 | 劍晨          | 袁光麟   | 英雄劍之繼承人，喜歡楚楚，但此點被斷浪所利用，下七情六慾丹奪楚楚清白。 |

### 其他角色
| 演員   | 角色                               | 國語配音 | 簡介 |
| 卜學亮 | 泥菩薩                             | 袁光麟   | 一生破天命，最後遭爛瘡之病，於再次為雄霸批言後，生死未卜。                                                                               |
| 顧冠忠 | 聶人王                             | 袁光麟   | 聶風之父，因其妻被雄霸所夺而找其決戰，但決戰時卻遇火麒麟出現，為救風與斷浪，而被火麒麟拉入凌雲窟，生死未知。                             |
| 沈保平 | 霍步天                             | 沈光平   | 霍家莊莊主、雲的繼父，在生辰當天被雄霸的手下殺害。                                                                                       |
| 沈保平 | 霍烈                               | 沈光平   | 霍步天胞弟，大內侍衛，為武林除害及報殺親之仇聯合眾高手前往天下會行刺雄霸失敗，為保道義將自己兒子擊斃，之後讓步驚雲殺死他好讓雲謀劃復仇。 |
| 李雨澤 | 霍繼潛                             | 田志傑   | 霍烈之子，和父親一起行刺雄霸，失敗後，父親為不受屈辱，被父親殺死。                                                                       |
| 徐為平 | 于岳                               | 田志傑   | 楚楚之父，為麒麟臂原本的主人，當遇雲時，麒麟臂產生劇烈反應，他便得知麒麟臂應為雲所有，之後彌補當年過錯自首投案。                         |
| 劉金全 | 第一邪皇                           | 符爽     | 第二夢的伯伯，進入魔道，創下魔刀，不小心誤殺自己親生兒子，之後怕自己無法控制自廢雙臂，並傳授聶風魔刀。                                   |
| 鍾明和 | 第二刀皇                           | 田志傑   | 第二夢的父親，好戰之人，自認要斷情才能磨練刀法，不準第二夢與聶風交往，之後省悟自廢右臂，從此封刀。                                       |
| 程逝寒 | 第三豬皇                           | 雷威遠   | 第二夢的叔叔，很疼第二夢，好吃好女色，創下創刀，由於無法戒掉自己嗜好而無法將創刀發揮極致。                                               |
| 田仲梅 | 容婆                               | 杜素真   | 毒王之老婆，為了向雄霸報殺夫之仇隱居城隍廟之中，後來失敗。                                                                               |
| 黃若萌 | 不虛                               | 袁光麟   | 無名之好友，遭斷浪陷害而殺害。 |
| 張衡平 | 呂義                               | 沈光平   | 俠王府主人，因背信於步驚雲，不交出冰魄，而被步驚雲殺害全家。                                                                             |
| 王成   | 劍貪                               | 沈光平   | 喜歡各式名劍，劍心為貪，欲爭奪絕世好劍，看到步驚雲使用絕世好劍情景後來放棄奪劍。                                                         |
| 張昕   | 皇帝（台灣版）／至尊（中國大陸版） | 符爽     | 神州大地的統治者，掌管天下。 |
| 莫美林 | 聶英                               | 袁光麟   | 聶風先祖，與火麒麟決戰而不幸吞下其血，得了瘋血症，遺傳給了聶家後代。                                                                     |

## 職員列表
- 總策劃：韓三平
- 製片人：楊帆、朱誠
- 監製：卓伍、黄建新、張湛
- 執行監製：蔡郁玲、仲峥、劉建立、劉小重
- 策劃：宋振山、高成生
- 導演：徐進良
- 出品人：徐進良、朱永德、李博倫、滕站

- 責任编輯：朱曉平
- 總發行人：劉建立
- 發行人：陳志康、李增福、王虹
- 制片主任：鍾聰海、張韶宏、張玉偉
- 统籌：曾逸驊
- 會计：陳超、王妍文、侄秀枝
- 副導演：王長富、畢長江、聶群、王利霞、王忠偉、楊曉红
- 場記：馬芸、金維維、閆博宇、陸向華、宋迪
- 武術指導：馬玉成、範展鴻、譚鎮東
- 武術組：張志偉、田仲梅、蘇東、謝永偉、肖海波、劉志強
- 攝影：華盼明
- 攝影助理：周建強、倪嘉海、鐘鋮、楊罡、張永豐、孫遠濱、陳世燕、徐鉻華
- 燈光指導：傅清榮
- 燈光組：劉德順、毛鴻勛、溫春陽、荀連文、孟德才、辜偉雄、葉健佳、葉健偉
- 製片：林楚雄、陳瑞彬、劉喜、左百學
- 製作群：黃明來、陳思婷、王曦
- 製片助理：王國賓、蘇永葳、葛斯強
- 生活劇務：汪澤民、陳文鈞
- 美術指導：沈立德、德康延齡
- 美工：陳春林、孫九彬、柳信合
- 道具組：李貴祥、鍾偉、王峰、曹寶誌、陳合勇、……
- 煙花師：陳鵬雲、朱衛遠
- 化妝師：王正榮、閔歡美
- 化妝助理：張健梅、李霞……
- 配音導演：袁光麟

- 動畫特效：上影電腦特技製作中心
- 特效製作監製：莊文華
- 三維動畫監製：徐春華
- 三維動畫：吳大君、白勇
- 後期合成：楊健如、沈穎、蔡星
- 技術支持：吳小飛
- 台灣夢工場：陳建佑
- 利達亞太創意中心：黃閔彬、黃俊榮
- 意象影像處理
- 火麒麟製作：虹科數位影像
- 陳建洋、黃大川、林治德
- 合成監製：胡杰
- 字幕合成：劉景松

## 外部連結
- 豆瓣电影上《風雲》的資料 （简体中文）
- 时光网上《風雲The Storm Riders》的資料（简体中文）